# Emoia aenea
Emoia aenea là một loài thằn lằn trong họ Scincidae. Loài này được Brown & Parker mô tả khoa học đầu tiên năm 1985.